# Lithoplocamia minor
Lithoplocamia minor är en svampdjursart som beskrevs av Gustavo Pulitzer-Finali 1993. Lithoplocamia minor ingår i släktet Lithoplocamia och familjen Raspailiidae. Inga underarter finns listade i Catalogue of Life.